# Валдлауберсхајм
Валдлауберсхајм (њем. Waldlaubersheim) општина је у њемачкој савезној држави Рајна-Палатинат. Једно је од 119 општинских средишта округа Бад Кројцнах. Према процјени из 2010. у општини је живјело 793 становника. Посједује регионалну шифру (AGS) 7133108.

## Географски и демографски подаци
Валдлауберсхајм се налази у савезној држави Рајна-Палатинат у округу Бад Кројцнах. Општина се налази на надморској висини од 208 метара. Површина општине износи 8,0 km². У самом мјесту је, према процјени из 2010. године, живјело 793 становника. Просјечна густина становништва износи 99 становника/km².